# NGC 2401
NGC 2401 est un amas ouvert, situé dans la constellation de la  Poupe. Il a été découvert par l'astronome germano-britannique William Herschel en 1793.
NGC 2401 est à environ 6 300 pc (∼20 500 al) du système solaire et les dernières estimations donnent un âge de 25 millions d'années. La taille apparente de l'amas est de 2,0 minutes d'arc, ce qui, compte tenu de la distance, donne une taille réelle maximale d'environ 12 années-lumière. 

Une étude du diagramme Hertzsprung-Russell publiée en 2006 donne un âge de 25 millions d'années à l'amas et une distance d'environ 20 000 années-lumière. L'étude révèle aussi que quelques étoiles en formation sont sur le point d'atteindre la séquence principale. Ce serait selon cette étude l'un des plus jeunes amas du bras de la Règle.
Selon la classification des amas ouverts de Robert Trumpler, cet amas renferme moins de 50 étoiles (lettre p) dont la concentration est moyenne (II) et dont les magnitudes se répartissent sur un grand intervalle (le chiffre 3).